# 中国人民解放军北京军区

北京军区管辖范围：北京市（大军区机关）、天津市、河北省、山西省、内蒙古自治区（除东四盟外）。

中国人民解放军北京军区，是中国人民解放军已撤销的大军区之一，主管北京市、天津市、河北省、山西省全境和内蒙古自治区大部地区的防务，主要负责首都卫戍工作。大军区机关驻北京市西郊石景山区高井西山军区大院。
2016年，北京军区撤销建制，原属防区划入新成立的中国人民解放军中部战区与北部战区。

## 沿革

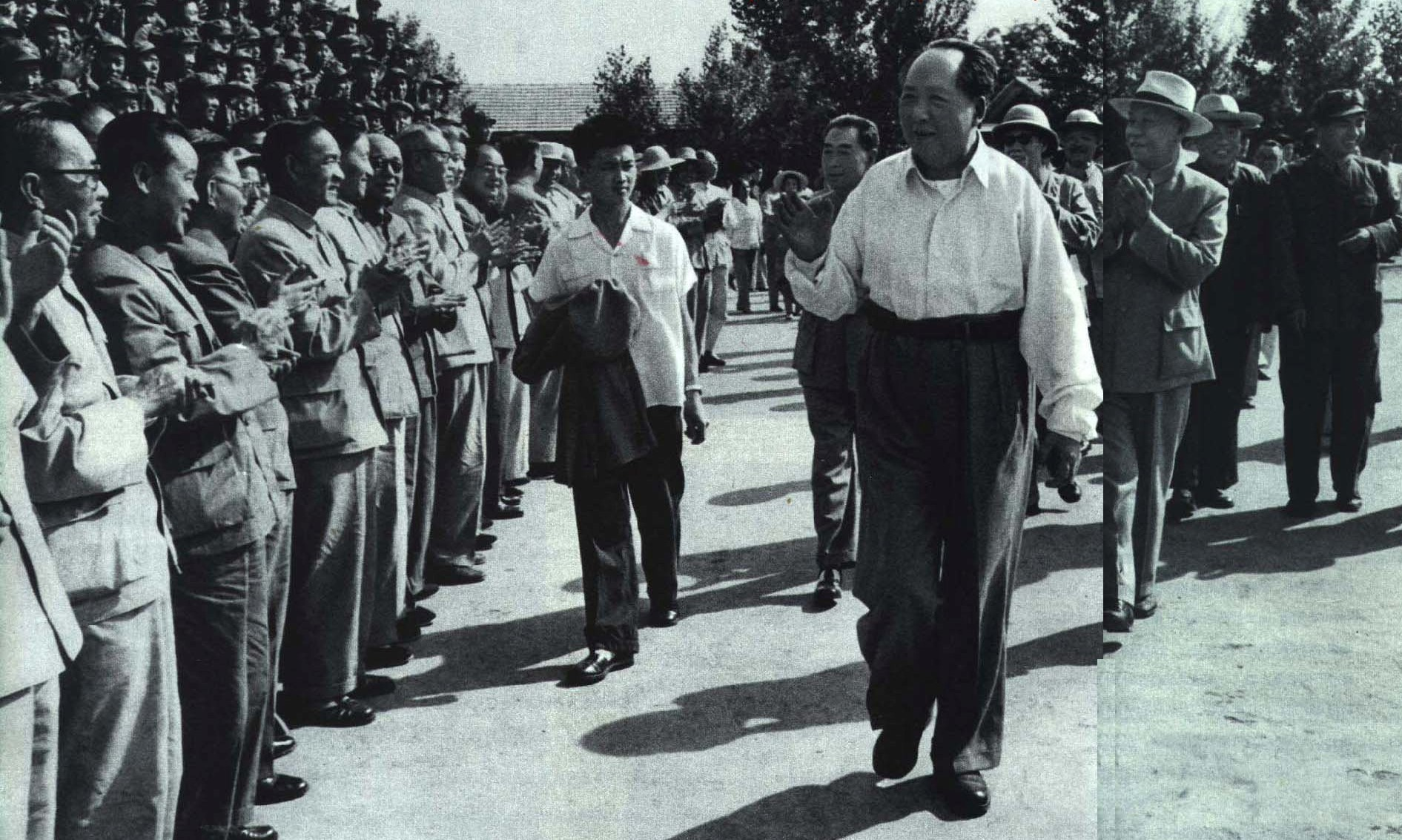
1964年6月毛泽东检阅解放军北京、济南部队。

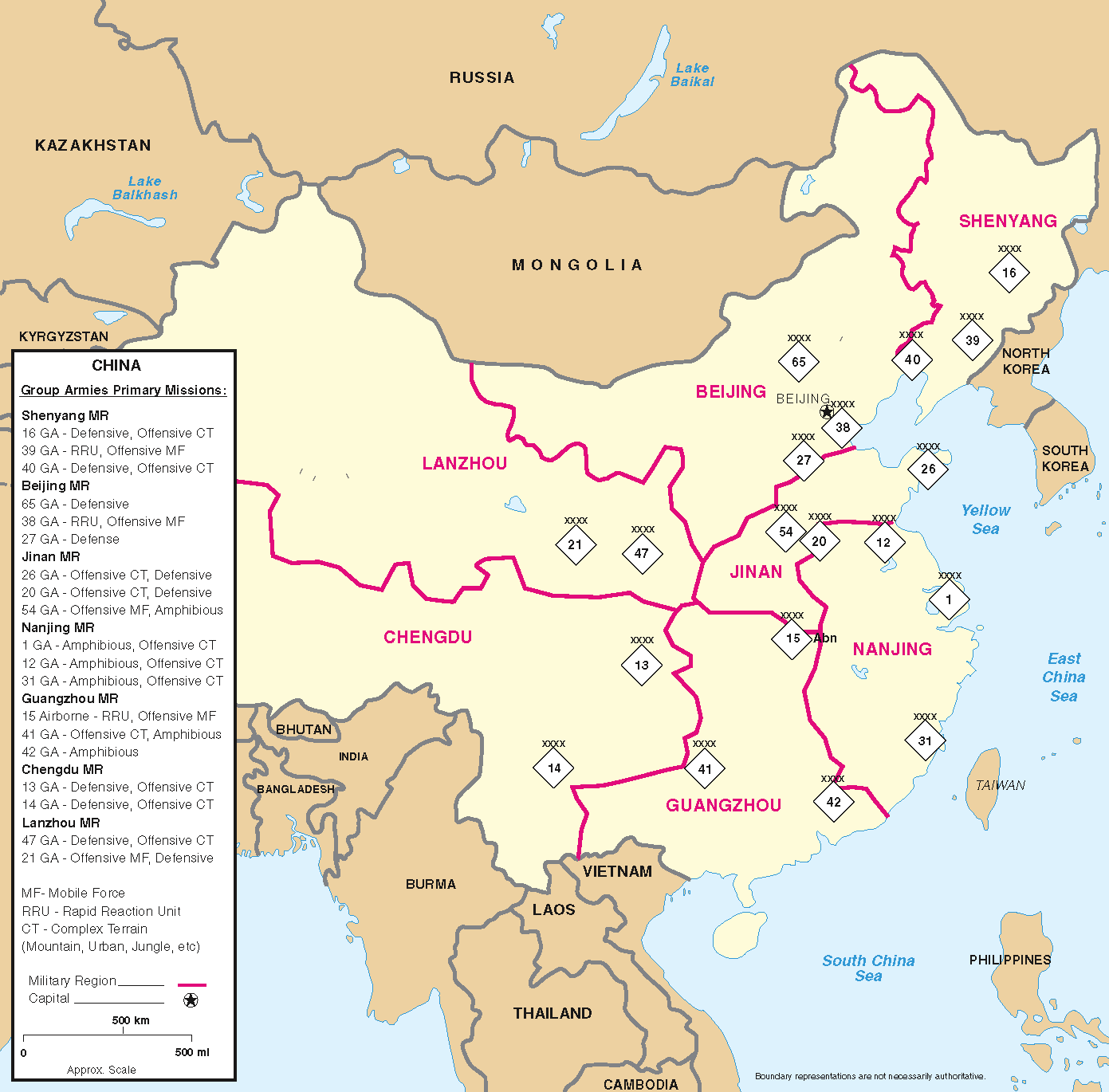
2006年，美国国防部《中国军力报告》中绘制的中国人民解放军军区划分与集团军分布状况。

北京军区的前身是华北军区，1955年2月11日，中华人民共和国国务院决定对全国范围内的军区进行重新划分，根据这一决定。华北军区于是年4月15日正式更名为北京军区，兼京津卫戍区。
1959年，北京军区免兼京津卫戍区，改设北京卫戍区、天津警备区，均归北京军区管辖。1962年，原石家庄步兵学校划归北京军区，更名为北京军区步兵学校。1966年文化大革命时，北京军区组建华北农垦兵团。同年，内蒙古军区司令员兼政治委员乌兰夫被批鬥，软禁於北京，因此内蒙古军区於1967年5月被取消，改为省级的内蒙古军区，其防务任务合并至北京军区。
1969年，该军区组建内蒙古生产建设兵团（1975年撤销，并将华北农垦兵团分别移交给相关部队和山西省管理。1974年组建北京军区军政干部学校和北京军区步兵学校（中国人民解放军石家庄陆军学院前身）。1977年调归总参谋部。1976年，北京军区所属部队参加唐山大地震的抢险救灾工作。1979年后，北京军区根据中共中央军委的统一部署进行精简整编。
1983年，军区将炮兵、装甲兵、工程兵机关缩编为北京军区司令部炮兵部、北京军区司令部装甲兵部和北京军区司令部工程兵部。1985年，军区内的所有陆军军被改编为陆军集团军。1989年夏季，北京军区所属部队参加北京戒严任务。
2016年，根据深化国防和军队改革的部署，原七大军区统一撤销，北京军区改为中部战区。

## 编制
2016年建制撤销前，北京军区原下辖3个集团军（第27集团军、第38集团军、和第65集团军），2个卫戍师（卫戍第1师、卫戍第3师）。总兵力约40万人。
2016年建制撤销前，中国人民解放军北京军区管辖下列单位：

### 大军区领导机关
- 司令部
- 政治部
- 联勤部
- 装备部

### 直属部队
- 中国人民解放军陆军第二十七集团军[註 1]
- 中国人民解放军陆军第三十八集团军[註 2]
- 中国人民解放军陆军第六十五集团军[註 3]

### 省军区机关
- 中国人民解放军北京卫戍区（副大军区级）[註 4]
- 中国人民解放军天津警备区
- 中国人民解放军河北省军区
- 中国人民解放军山西省军区
- 中国人民解放军内蒙古军区

### 大军区军种机关
- 中国人民解放军北京军区空军（副大军区级）[註 5]

## 历任领导
| 中国人民解放军华北军区司令员 - 聂荣臻 中国人民解放军华北军区北京军区司令员 - 杨成武 - 杨勇 - 郑维山 - 李德生 - 陈锡联 - 秦基伟 - 周衣冰 - 王成斌 - 李来柱 - 李新良 - 朱启 - 房峰辉 - 张仕波 - 宋普选 | 中国人民解放军华北军区政治委员 - 薄一波 中国人民解放军北京军区政治委员 - 朱良才 - 赖传珠 - 廖汉生（先为政委，后为第二政委） - 李雪峰（第一政委） - 谢富治 - 刘格平 - 陈先瑞 - 解学恭 - 谢富治（第一政委） - 纪登奎（先为第二政委，后为第一政委） - 吴德 - 刘子厚 - 秦基伟（先为第二政委，后为第一政委） - 袁升平 - 傅崇碧 - 杨白冰 - 刘振华 - 张工 - 谷善庆 - 杜铁环 - 符廷贵 - 刘福连 |

| - 郑维山（1955年3月－1969年6月） - 王近山（1955年3月－1959年7月） - 陈正湘（1955年3月－1959年2月） - 韩 伟（1955年3月－1969年7月） - 谭希林（1958年11月－1969年7月） - 罗元发（1960年3月－1968年12月） - 滕海清（1961年10月－1975年10月） - 吴先恩（1961年12月－1975年10月） - 傅崇碧（1965年3月－1968年4月） - 肖文玖（1965年3月－1975年10月） - 张云龙（1969年10月－1975年10月） - 郑三生（1969年10月－1975年8月） - 宋玉琳（1969年10月－1975年10月） - 杜文达（1969年12月－1975年10月） - 尤太忠（1970年4月－1980年1月） - 马卫华（1970年12月－1985年6月） - 汪 易（1970年12月－1973年1月） - 王振祥（1970年12月－1975年10月） - 康 林（1970年12月－1980年12月） - 谢振华（1972年5月－1975年10月） - 万海峰（1972年8月－1975年10月） - 刘海清（1972年5月－1979年6月） - 肖选进（1972年5月－1985年6月） - 徐深吉（1973年5月－1975年10月） - 傅崇碧（1975年4月－1982年10月） - 李钟玄（1977年9月－1982年10月） - 汪 洋（1977年12月－1985年6月） - 潘 焱（1979年8月－1982年10月） - 马 辉（1980年12月－1982年10月） - 袁 捷（1982年10月－1985年6月） - 阎同茂（1982年10月－1990年4月） - 周衣冰（1985年6月－1987年11月） - 李来柱（1985年6月－1993年12月） - 刘玉堤（1987年9月－1990年4月） - 齐连运（1988年2月－1990年4月） - 邹玉琪（1990年4月－1992年11月） - 董学林（1990年4月－1992年11月） - 耀 先（1990年9月－1993年1月） - 张志坚（1992年11月－1993年12月） - 姜洪泉（1992年11月－1995年7月） - 林基贵（1993年1月－1994年4月） - 何道泉（1993年12月－1994年12月） - 郭伯雄（1993年12月－1997年11月） - 马占民（1994年4月－1996年1月） - 梁光烈（1995年7月－1997年11月） - 乔清晨（1996年1月－1997年11月） - 刘逢君（1997年11月－2005年12月） - 李永金（1997年11月－2004年12月） - 臧文清（1997年11月－2003年12月） - 粟戎生（1997年11月－2005年12月） - 陈希滔（1998年4月－2006年8月） - 高中兴（2003年12月－2006年12月） - 景文春（2004年12月－2006年8月） - 邱金凯（2005年12月－2009年12月） - 张又侠（2005年12月－2007年9月） - 黄汉标（2006年8月－2013年12月） - 贾永生（2006年8月－2010年12月） - 段端武（2007年11月－2012年12月） - 李少军（2009年12月－2012年12月） - 江建曾（2010年12月－2012年7月） - 张宝书（2010年12月－2013年12月） - 刘志刚（2012年12月－2014年12月） - 韩卫国（2013年12月－2016年1月） - 郑传福（2013年12月－2016年1月） - 白建军（2014年12月－2016年1月） | - 张南生（1957年8月－1975年10月） - 袁升平（1958年11月－1960年12月） - 王紫峰（1961年12月－1968年5月） - 陈先瑞（1962年2月－1969年6月） - 黄振棠（1965年1月－1977年12月） - 张日清（1967年5月－1971年4月） - 吴 岱（1969年10月－1983年5月） - 张正光（1969年10月－1975年10月） - 陈仁洪（1969年10月－1975年10月） - 陈 祥（1970年12月－1975年10月） - 王 猛（1970年12月－1971年7月） - 吴 涛（1972年5月－1977年12月） - 马 杰（1972年5月－1975年3月） - 徐光友（1972年5月－1975年10月） - 迟浩田（1973年12月－1977年10月） - 万海峰（1975年10月－1982年10月） - 吴 烈（1977年9月－1982年10月） - 罗应怀（1977年12月－1985年6月） - 曲竟济（1977年12月－1985年6月） - 张正光（1977年12月－1978年4月） - 杨白冰（1982年10月－1985年6月） - 陈培民（1985年6月－1992年11月） - 王福义（1990年4月－1995年7月） - 曹和庆（1992年11月－1993年12月） - 王作义（1993年12月－1995年7月） - 徐自强（1995年7月－2001年6月） - 杨惠川（1995年7月－2002年7月） - 吕 志（2001年7月－2002年1月） - 李文华（2002年1月－2008年7月） - 张海阳（2002年7月－2005年12月） - 杨建亭（2005年12月－2011年7月） - 黄建国（2008年7月－2014年12月） - 程童一（2011年7月－2014年12月） - 高东璐（2014年12月－2016年1月） |

| - 钟 伟（1955年3月－1956年10月） - 曾 美（1956年10月－1957年8月） - 韩 伟（1957年8月－1959年9月） - 肖文玖（1959年11月－1969年10月） - 马卫华（1969年10月－1970年12月） - 徐 信（1970年12月－1980年11月） - 周衣冰（1980年12月－1985年6月） - 邹玉琪（1985年6月－1990年4月） - 黄云桥（1990年4月－1993年12月） - 梁光烈（1993年12月－1995年7月） - 黄信生（1995年7月－1997年3月） - 陈希滔（1997年3月－1998年4月） - 朱启（1998年4月－2002年1月） - 高中兴（2002年1月－2003年12月） - 常万全（2003年12月－2004年12月） - 邱金凯（2004年12月－2005年12月） - 王喜斌（2005年12月－2007年9月） - 张宝书（2007年9月－2010年12月） - 王 宁（2010年12月－2013年7月） - 白建军（2013年7月－2014年12月） - 史鲁泽（2014年12月－2016年1月） | - 袁升平（1955年3月－1960年12月） - 黄振棠（1960年12月－1965年1月） - 吴 岱（1965年1月－1969年10月） - 杨银声（1969年10月－1970年7月） - 徐光友（1970年12月－1972年5月） - 李宝奇（1972年5月－1975年10月） - 吴 岱（1975年10月－1977年12月） - 曲竟济（1977年12月－1980年12月） - 张宗文（1980年12月－1985年6月） - 张 工（1985年6月－1990年4月） - 曹和庆（1990年4月－1992年11月） - 方祖岐（1992年11月－1993年12月） - 田书根（1993年12月－1995年7月） - 吕 志（1995年7月－2001年7月） - 符廷贵（2001年7月－2003年12月） - 董万才（2003年12月－2010年12月） - 崔昌军（2010年12月－2016年1月） |

## 北京军区善后工作办公室
2016年，北京军区建制撤销后，设北京军区善后工作办公室。
主任：
- 白建军 中将（2016年1月—，原北京军区副司令员）

政治委员：
- 程童一 中将（2016年1月—2018年6月，原北京军区副政治委员兼任政治部主任）[2]
- 刘建 中将（2018年6月—）[3]